# 第三帝國 (書)
第三帝国（德語：Das Dritte Reich）德国作家亚瑟·莫勒·范·登·布鲁克于1923年出版的一本书，他的意识形态对纳粹党产生了重大影响。这本书阐述了国家赋权的“理想”，在德国急于从凡尔赛条约中恢复过来的许多人都愿意拥护它。
对于默勒·范登布鲁克来说，德国最大的不幸在于魏玛共和国创造的政治制度，该制度拥有竞争激烈的政党和自由主义意识形态。作为贝尼托·墨索里尼的崇拜者，他呼吁一位强有力的领导人。
默勒·范登布鲁克的帝国不是通常意义上的国家，而是分散的德国人民实现共同目标和命运的理想状态和唯一途径。然而，那不应该是一个有限的国家，奥托·冯·俾斯麦建立的第二帝国是一个不完美的帝国，因为它不包括从“我们的第一帝国”中幸存下来的与“我们的第二帝国”并存的奥地利。根据作者的说法，“我们的第二帝国是一个小德意志帝国，我们必须将其视为通往大德意志帝国道路上的垫脚石”。
范登布鲁克认为，弱小的魏玛共和国需要被右翼的新革命所取代。他还呼吁开展一场新的政治运动，同时拥抱普鲁士社会主义和民族主义，这是德国法西斯主义的一种独特形式。他从尼采的著作中汲取了所有哲学线索，尼采“站在马克思思想的对立面”。他最赞扬的一位当代政治家就是義大利法西斯的領導者贝尼托·墨索里尼。